# Den store sejm
Den store sejmen, også kendt som Fireårs-sejmen (polsk: Sejm Wielki og Sejm Czteroletni, litauisk: Didysis Seimas og Ketverių metų Seimas, hviderussisk: Вялікі Сойм og Чатырохгадовы Сойм) var en sejm i den polsk-litauiske realunion, der blev afholdt i Warszawa fra 1788. Dens mål var at genoprette suverænitet til, og en reform af, Realunionen, politisk og økonomisk. Dens største bedrift var vedtagelsen i 1791 af 3. maj-forfatningen. De reformer, der blev vedtaget ved den Store Sejm, blev annulleret af Targowica-konføderationen og indgriben fra det Russiske Kejserrige.